# Alfred Amonn
Alfred Amonn (1. června 1883, Bruneck (nyní Jižní Tyrolsko) – 2. listopadu 1962, Bern) byl rakouský ekonom (Nationalökonom).
Vyučoval jako profesor na Černovické univerzitě v Bukovině (1917–1920), Německé univerzitě v Praze (1920–1926), Tokijské univerzitě (1926–1929) a Univerzitě v Bernu (1929–1938).

## Dílo
- Objekt und Grundbegriffe der theoretischen Nationalökonomie, 1911
- Ricardo als Begründer der theoretischen Nationalökonomie, 1924
- Grundzüge der Volkswirtschaftslehre, 1926
- Volkswirtschaftliche Grundbegriffe und Grundprobleme, 1938